# Russie aux Deaflympics
La Russie participe six fois aux Deaflympics d'été depuis 1993 et cinq fois aux Deaflympics d'hiver depuis 1995. 

## Bilan général
L'équipe de Russie obtient 538 médaille des Deaflympics.
| Année | Médaille d'or, Jeux olympiques | Médaille d'argent, Jeux olympiques | Médaille de bronze, Jeux olympiques | Total | Rang |
| 1993  | 16                             | 10                                 | 18                                  | 44    | NC   |
| 1997  | 13                             | 14                                 | 14                                  | 41    | NC   |
| 2001  | 13                             | 18                                 | 19                                  | 50    | 3e   |
| 2005  | 13                             | 17                                 | 25                                  | 55    | 2e   |
| 2009  | 29                             | 41                                 | 28                                  | 98    | 1re  |
| 2013  | 67                             | 47                                 | 51                                  | 165   | 1re  |
| Total | 151                            | 147                                | 155                                 | 453   |      |

| Année | Médaille d'or, Jeux olympiques | Médaille d'argent, Jeux olympiques | Médaille de bronze, Jeux olympiques | Total   | Rang    |
| 1995  | 4                              | 1                                  | 4                                   | 9       | 1re     |
| 1999  | 4                              | 4                                  | 2                                   | 10      | 1re     |
| 2003  | 6                              | 6                                  | 6                                   | 18      | 1re     |
| 2007  | 9                              | 5                                  | 4                                   | 18      | 1re     |
| 2011  | Annulée                        | Annulée                            | Annulée                             | Annulée | Annulée |
| 2015  | 12                             | 6                                  | 12                                  | 30      | 1re     |
| Total | 35                             | 22                                 | 28                                  | 85      |         |

## Deaflympics en Russie
La Russie fut l'hôte des Deaflympics à une reprise :
| Jeux                        | Ville           | Date              | Nations | Participants | Sports |
| --------------------------- | --------------- | ----------------- | ------- | ------------ | ------ |
| Deaflympics d'hiver de 2015 | Khanty-Mansiïsk | 28 mars – 5 avril | 27      | 344          | 5      |

## Personnalité Sportives
- Valery Rukhledev